# Heroes (Johnny Cash e Waylon Jennings)
Heroes è un album in studio collaborativo dei musicisti Johnny Cash e Waylon Jennings, pubblicato nel 1986.

## Tracce
1. Folks Out on the Road – 2:47 (Frank J. Myers, Eddy Raven, David Powelson)
2. I'm Never Gonna Roam Again – 2:56 (Rodney Crowell)
3. American by Birth – 2:33 (Roger Alan Wade)
4. Field of Diamonds – 2:37 (Cash, Jack Wesley Routh)
5. Heroes – 4:16 (Jennifer Kimball, Thomas Kimmel)
6. Even Cowgirls Get the Blues – 3:03 (Crowell)
7. Love Is the Way – 2:31 (Kris Kristofferson)
8. Ballad of Forty Dollars – 3:11 (Tom T. Hall)
9. I'll Always Love You (in My Own Crazy Way) – 3:58 (Frankie Miller, Troy Seals, Eddie Setser)
10. One Too Many Mornings – 2:38 (Bob Dylan)